# Nuoto ai campionati europei di nuoto 2018 - 50 metri stile libero femminili
La gara dei 50 metri stile libero femminili degli Europei 2018 si è svolta il 3 e 4 agosto 2018. Al mattino del 3 agosto si sono svolte le batterie e nel pomeriggio le semifinali, mentre la finale si è disputata nel pomeriggio del 4 agosto.

## Podio
| Pos.    | Atleta              | Nazione     |
| ------- | ------------------- | ----------- |
| Oro     | Sarah Sjöström      | Svezia      |
| Argento | Pernille Blume      | Danimarca   |
| Bronzo  | Ranomi Kromowidjojo | Paesi Bassi |

## Record
Prima della manifestazione il record del mondo (RM), il record europeo (EU) e il record dei campionati (RC) erano i seguenti:
|  | 23"67 | Sarah Sjöström      | 29 luglio 2017 Budapest |
|  | 23"67 | Sarah Sjöström      | 29 luglio 2017 Budapest |
|  | 24"07 | Ranomi Kromowidjojo | 22 maggio 2016 Londra   |

Durante la competizione è stato migliorato il seguente record:
|  | 23"74 | Sarah Sjöström |

## Risultati

### Batterie
| Pos. | Batteria | Corsia | Atleta                 | Nazionalità | Tempo | Note |
| ---- | -------- | ------ | ---------------------- | ----------- | ----- | ---- |
| 1    | 6        | 4      | Sarah Sjöström         | Svezia      | 24"14 | Q    |
| 2    | 4        | 4      | Pernille Blume         | Danimarca   | 24"27 | Q    |
| 3    | 6        | 5      | Marija Kameneva        | Russia      | 24"39 | Q,   |
| 4    | 5        | 5      | Tamara van Vliet       | Paesi Bassi | 24"77 | Q    |
| 5    | 5        | 4      | Ranomi Kromowidjojo    | Paesi Bassi | 24"82 | Q    |
| 6    | 4        | 3      | Kim Busch              | Paesi Bassi | 24"93 |      |
| 7    | 5        | 6      | Theodora Drakou        | Grecia      | 24"98 | Q    |
| 8    | 6        | 6      | Julie Kepp Jensen      | Danimarca   | 25"00 | Q    |
| 9    | 6        | 3      | Rozaliya Nasretdinova  | Russia      | 25"01 | Q    |
| 10   | 3        | 8      | Rūta Meilutytė         | Lituania    | 25"20 | Q    |
| 11   | 4        | 7      | Erika Ferraioli        | Italia      | 25"28 | Q    |
| 12   | 6        | 7      | Nina Kost              | Svizzera    | 25"29 | Q    |
| 13   | 6        | 2      | Lidón Muñoz            | Spagna      | 25"32 | Q    |
| 14   | 5        | 7      | Andrea Murez           | Israele     | 25"36 | Q    |
| 15   | 4        | 1      | Anika Apostalon        | Rep. Ceca   | 25"37 | Q    |
| 16   | 5        | 9      | Alexandra Touretski    | Svizzera    | 25"47 | Q    |
| 17   | 5        | 8      | Anna Dowgiert          | Polonia     | 25"49 |      |
| 17   | 6        | 8      | Lucrezia Raco          | Italia      | 25"49 |      |
| 19   | 5        | 1      | Anna Hopkin            | Regno Unito | 25"53 |      |
| 19   | 5        | 3      | Mimosa Jallow          | Finlandia   | 25"53 |      |
| 21   | 3        | 5      | Gabriela Ņikitina      | Lettonia    | 25"58 |      |
| 22   | 6        | 1      | Anouchka Martin        | Francia     | 25"59 |      |
| 23   | 4        | 8      | Neža Klančar           | Slovenia    | 25"62 |      |
| 24   | 6        | 0      | Freya Anderson         | Regno Unito | 25"70 |      |
| 25   | 5        | 2      | Susann Bjørnsen        | Norvegia    | 25"73 |      |
| 26   | 6        | 9      | Anna Kolářová          | Rep. Ceca   | 25"77 |      |
| 27   | 4        | 2      | Mélanie Henique        | Francia     | 25"81 |      |
| 27   | 4        | 6      | Yuliya Khitraya        | Bielorussia | 25"81 |      |
| 29   | 2        | 5      | Lena Kreundl           | Austria     | 25"82 |      |
| 30   | 5        | 0      | Nastassia Karakouskaya | Bielorussia | 25"84 |      |
| 31   | 3        | 7      | Ieva Maļuka            | Lettonia    | 25"88 |      |
| 32   | 3        | 6      | Selen Özbilen          | Turchia     | 25"97 |      |
| 33   | 4        | 0      | Iryna Pikiner          | Ucraina     | 26"00 |      |
| 34   | 3        | 3      | Kalia Antoniou         | Cipro       | 26"02 |      |
| 35   | 2        | 6      | Laura Jensen           | Danimarca   | 26"16 |      |
| 36   | 3        | 2      | Magdalena Kuras        | Svezia      | 26"19 |      |
| 36   | 3        | 9      | Janja Šegel            | Slovenia    | 26"19 |      |
| 38   | 3        | 4      | Lucy Hope              | Regno Unito | 26"22 |      |
| 39   | 2        | 4      | Jenna Laukkanen        | Finlandia   | 26"42 |      |
| 40   | 2        | 3      | Arina Baikova          | Lettonia    | 26"53 |      |
| 41   | 3        | 1      | Kertu Alnek            | Estonia     | 26"54 |      |
| 42   | 4        | 9      | Juliette Dumont        | Belgio      | 26"56 |      |
| 43   | 2        | 9      | Daniela Georges        | Polonia     | 26"74 |      |
| 44   | 1        | 5      | Ida Hulkko             | Finlandia   | 26"76 |      |
| 45   | 2        | 8      | Cornelia Pammer        | Austria     | 26"77 |      |
| 46   | 3        | 0      | Kertu Kaare            | Estonia     | 26"80 |      |
| 47   | 2        | 7      | Laura Benková          | Slovacchia  | 26"81 |      |
| 48   | 2        | 1      | Sezin Eliguel          | Turchia     | 26"93 |      |
| 49   | 2        | 2      | Veera Kivirinta        | Finlandia   | 27"07 |      |
| 50   | 1        | 4      | Nikol Merizaj          | Albania     | 27"21 |      |
| 51   | 1        | 7      | Aleyna Özkan           | Turchia     | 27"79 |      |
| 52   | 2        | 0      | Beatrice Felici        | San Marino  | 27"81 |      |
| 53   | 1        | 2      | Sara Lettoli           | San Marino  | 27"86 |      |
| 54   | 1        | 1      | Elisa Bernardi         | San Marino  | 28"01 |      |
| 55   | 1        | 8      | Fjorda Šabani          | Kosovo      | 28"16 |      |
| —    | 1        | 0      | Eda Zećiri             | Kosovo      |       | DNS  |
| —    | 1        | 3      | Fatima Alkaramova      | Azerbaigian |       | DNS  |
| —    | 1        | 6      | Ani Poghosyan          | Armenia     |       | DNS  |
| —    | 1        | 9      | Ekaterina Avramova     | Turchia     |       | DNS  |

### Spareggio
| Pos. | Corsia | Atleta        | Nazionalità | Tempo | Note |
| ---- | ------ | ------------- | ----------- | ----- | ---- |
| 1    | 4      | Anna Dowgiert | Polonia     | 25"11 | Q    |
| 2    | 5      | Lucrezia Raco | Italia      | 25"25 |      |

### Semifinali

#### Semifinale 1
| Pos. | Corsia | Atleta                | Nazionalità | Tempo | Note |
| ---- | ------ | --------------------- | ----------- | ----- | ---- |
| 1    | 4      | Pernille Blume        | Danimarca   | 23"85 | Q    |
| 2    | 5      | Tamara van Vliet      | Paesi Bassi | 24"70 | Q    |
| 3    | 6      | Rozaliya Nasretdinova | Russia      | 24"86 | Q    |
| 4    | 3      | Theodora Drakou       | Grecia      | 24"96 | Q    |
| 5    | 7      | Lidón Muñoz           | Spagna      | 25"15 |      |
| 6    | 1      | Anika Apostalon       | Rep. Ceca   | 25"22 |      |
| 7    | 8      | Anna Dowgiert         | Polonia     | 25"34 |      |
| 8    | 2      | Erika Ferraioli       | Italia      | 25"39 |      |

#### Semifinale 2
| Pos. | Corsia | Atleta              | Nazionalità | Tempo | Note |
| ---- | ------ | ------------------- | ----------- | ----- | ---- |
| 1    | 4      | Sarah Sjöström      | Svezia      | 23"92 | Q    |
| 2    | 5      | Marija Kameneva     | Russia      | 24"21 | Q    |
| 3    | 3      | Ranomi Kromowidjojo | Paesi Bassi | 24"58 | Q    |
| 4    | 2      | Rūta Meilutytė      | Lituania    | 25"04 | Q    |
| 5    | 6      | Julie Kepp Jensen   | Danimarca   | 25"07 |      |
| 6    | 7      | Nina Kost           | Svizzera    | 25"21 |      |
| 7    | 8      | Alexandra Touretski | Svizzera    | 25"22 |      |
| 8    | 1      | Andrea Murez        | Israele     | 25"39 |      |

### Finale
| Pos. | Corsia | Atleta                | Nazionalità | Tempo | Note |
| ---- | ------ | --------------------- | ----------- | ----- | ---- |
|      | 5      | Sarah Sjöström        | Svezia      | 23"74 |      |
|      | 4      | Pernille Blume        | Danimarca   | 23"75 |      |
|      | 6      | Ranomi Kromowidjojo   | Paesi Bassi | 24"21 |      |
| 4    | 3      | Marija Kameneva       | Russia      | 24"40 |      |
| 5    | 7      | Rozaliya Nasretdinova | Russia      | 25"04 |      |
| 6    | 2      | Tamara van Vliet      | Paesi Bassi | 25"11 |      |
| 7    | 1      | Theodora Drakou       | Grecia      | 25"14 |      |
| 8    | 8      | Rūta Meilutytė        | Lituania    | 25"16 |      |